# FK Berane
Az FK Berane (cirill írással: Фудбалски клуб Беране) egy montenegrói labdarúgócsapat Berane városából. Jelenleg a montenegrói élvonalban szerepel. Legjobb eredményét a 2007–08-as szezonban érte el, mikor a nemzeti kupa elődöntőjéig menetelt.

## Története
A klubot 1920-ban alapították FK Ivangrad néven. A főként a jugoszláv területi bajnokságokban versengő csapat első jelentősebb eredményét az 1984–85-ös jugoszláv kupában érte el, mikor a legjobb 32 csapat közé verekedte magát.
1999-ben feljutott a szerb és montenegrói csapatok részére rendezett másodosztályú pontvadászatba, azonban az utolsó helyen búcsúzott is onnan.
Az első független montenegrói labdarúgó-bajnokság élvonalába nyert besorolást 2006-ban, de az utolsó helyen búcsúzni kényszerült. Az első osztályú tagságot két idénnyel később, 2009-ben harcolta ki ismét, miután megnyerte a másodosztályú pontvadászatot.

## Eredményei

### Montenegrói labdarúgó-bajnokságban
| Szezon    | Oszt. | Hely | J  | Gy | D  | V  | Rg | Kg | P  | Montenegrói kupa | Európai kupák | Európai kupák | Megj.     |
| --------- | ----- | ---- | -- | -- | -- | -- | -- | -- | -- | ---------------- | ------------- | ------------- | --------- |
| 2006–2007 | I.    | 12.  | 33 | 7  | 7  | 19 | 25 | 48 | 28 | 1/16             |               |               | Kiesett   |
| 2007–2008 | II.   | 4.   | 33 | 15 | 10 | 8  | 40 | 21 | 55 | elődöntős        |               |               |           |
| 2008–2009 | II.   | 1.   | 33 | 23 | 5  | 5  | 63 | 13 | 74 | 1/32             |               |               | Feljutott |

## Külső hivatkozások
- Adatlapja az uefa.com-on (angolul)
- Adatlapja Archiválva 2016. március 4-i dátummal a Wayback Machine-ben a foot.dk-n (angolul)
- Adatlapja Archiválva 2012. szeptember 28-i dátummal a Wayback Machine-ben a weltfussballarchiv.com-on (angolul)
- Legutóbbi eredményei a soccerway.com-on (angolul)